# الصلاته الجدیده
الصلاته الجدیده یک منطقهٔ مسکونی در قطر است که در دوحه (شهرداری) واقع شده‌است. الصلاته الجدیده ۳٫۵ کیلومتر مربع مساحت و ۱۵٬۱۱۴ نفر جمعیت دارد.